# 浅野長広
浅野 長広（あさの ながひろ、旧字体：淺野 長廣）は、江戸時代前期から中期の旗本。幼名は戌千代（いぬちよ）。通称は大学。一般に浅野 大学（あさの だいがく）として知られる。赤穂事件で改易・切腹となった赤穂藩主・浅野長矩の弟で、のち養子となる。

## 生涯
寛文10年（1670年）10月29日、赤穂藩主・浅野長友の次男として江戸で生まれる。母は内藤忠政（鳥羽藩主）の娘・波知。大垣藩主・戸田氏定、岡部藩主・安部信峯は母方の従弟にあたる（母同士が姉妹）。15歳のときに兄・浅野長矩とともに山鹿素行の門下に入り、兵学などを学んだ。
元禄7年（1694年）8月21日、兄・長矩から播磨国赤穂郡の新田3000石を分与されて旗本の寄合（3000石以上の旗本で無役の者）に列し、幕府から木挽町に屋敷を賜った。同時に長矩の養子となり、同年9月1日、初めて将軍徳川綱吉に拝謁した。
元禄13年（1700年）11月14日には菰野藩主・土方雄豊の養女（雄豊の早世した嫡子土方豊高の娘）を正室に迎えた。この縁組の背景には長矩が天和3年（1683年）に勅使饗応役を命じられた際に雄豊が院使饗応役を務めていたことが関係していると思われる。
元禄14年（1701年）3月14日、兄・長矩が江戸城において高家肝煎吉良義央に刃傷に及んで切腹となると、長広や広島浅野本家、従弟の戸田氏定や安部信峯などが連座した。長広は、泉岳寺における長矩の葬儀には参列していない。
その後、長矩の遺臣・大石良雄らは浅野家再興運動を行っていたが、翌元禄15年（1702年）7月18日、長広は幕命により3000石の所領も召し上げられ、広島浅野宗家にお預けとされる。大石らによる吉良邸討ち入りがあったのはそれから5か月後のことであった（赤穂事件）。なお長広自身は、お預かり中に宗家から1000俵が支給された。
宝永6年（1709年）8月20日、将軍綱吉死去に伴う大赦で許され、宝永7年（1710年）9月16日には新将軍徳川家宣に拝謁して、改めて安房国朝夷郡・平郡に500石の所領を与えられ、旗本に復した。また、これとは別に浅野宗家からは300石を支給され続けた。ここに赤穂浅野家は旗本ながら御家再興を果たした。正徳4年（1714年）、義姉で養母の瑤泉院が死去。法華に帰依した義姉は日蓮宗の妙行寺への埋葬を生前のぞんでいたが、長広の意向で泉岳寺に葬られた（妙行寺の強い要求で同寺にも墓がある）。
享保9年（1724年）7月19日、家督を嫡男の長純に譲って隠居した。
享保19年（1734年）6月20日に65歳で死去した。兄や赤穂浪士と同じ高輪泉岳寺に葬られた。
なお、蓮光院（浅野長広夫人）は赤穂事件の後に瑤泉院の勧めで法華に帰依したため、泉岳寺には墓はない。四谷の妙行寺に墓があり、法名は蓮光院殿妙澄日清大姉。